# Botschaft Bruneis in Berlin

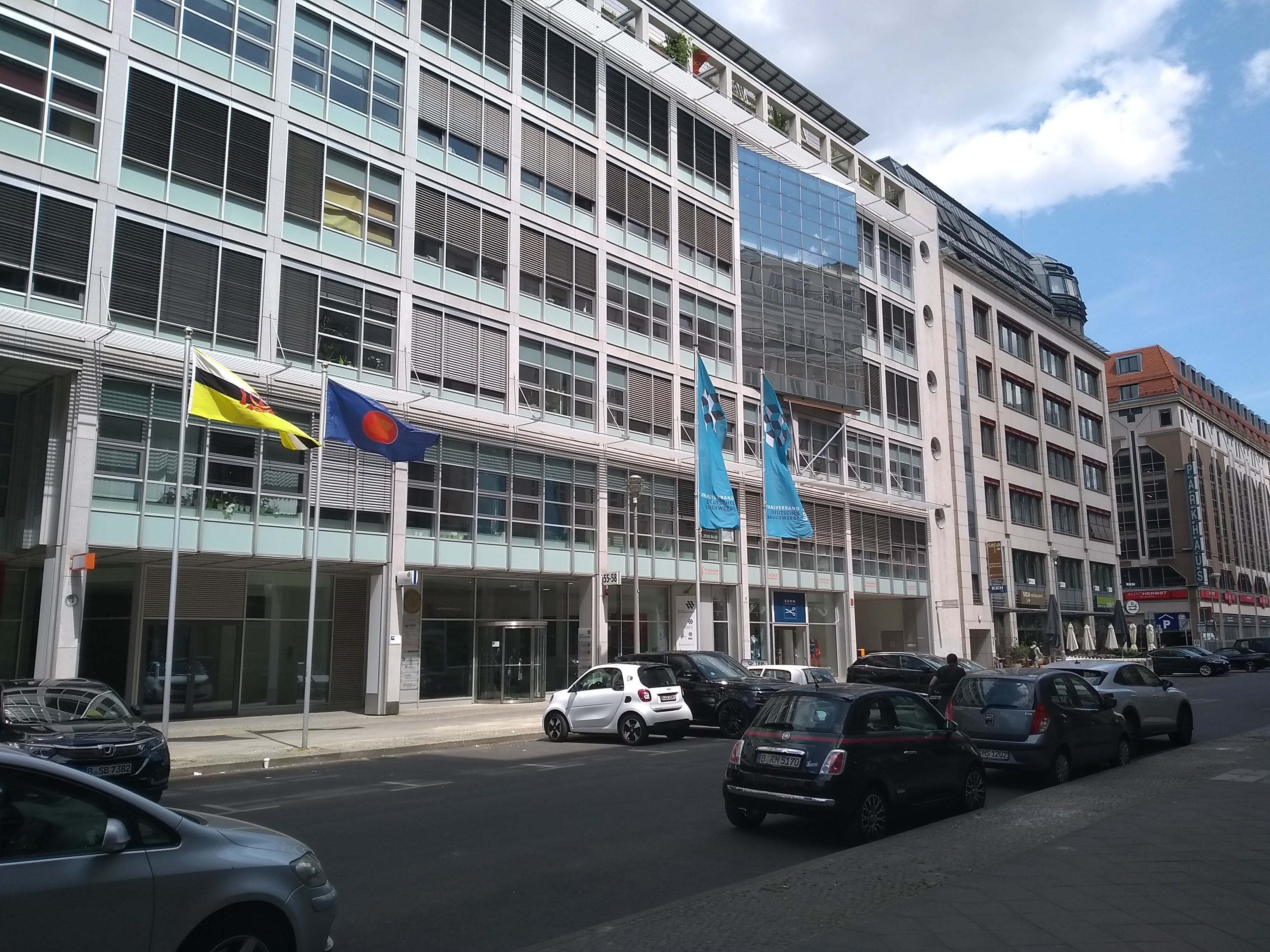
Botschaftsgebäude Kronenstraße 55–58

Die Botschaft Bruneis in Berlin ist die diplomatische Vertretung des Sultanats Brunei Darussalam in Deutschland. Sie hat ihren Sitz in der Kronenstraße 55–58 im Ortsteil Mitte des gleichnamigen Bezirks.
Botschafterin ist seit dem 20. August 2020 Pengiran Hajah Krtini Pengiran Haji Tahir.

## Geschichte der diplomatischen Beziehungen
Das Sultanat Brunei ist seit dem 1. Januar 1984 unabhängig. Am 30. Januar 1984 nahmen Brunei und die Bundesrepublik Deutschland diplomatische Beziehungen auf. Die Botschaft hatte zunächst ihren Sitz am Kaiser-Karl-Ring 8 in Bonn-Castell. Wegen des Umzugs von Bundestag und Regierung nach Berlin verlegte auch die Botschaft Bruneis ihren Sitz in die neue deutsche Hauptstadt und bezog Räume in der Kronenstraße 55–58 im Ortsteil Mitte.

## Botschafter (seit 2015)
- 2015, 19. Mai: Rakiah Haji Abdul Lamit[3]

- 2020, 20. August: Pengiran Hajah Krtini Pengiran Haji Tahir[4]

## Gebäude
Das Büro- und Geschäftsgebäude in der Kronenstraße 55–58 in Berlin-Mitte wurde 1996–98 nach Plänen des Architekturbüros Kochta Architekten errichtet. Neben der Botschaft Bruneis befindet sich hier der Sitz des Zentralverbandes des Deutschen Baugewerbes.